# Gotico catalano

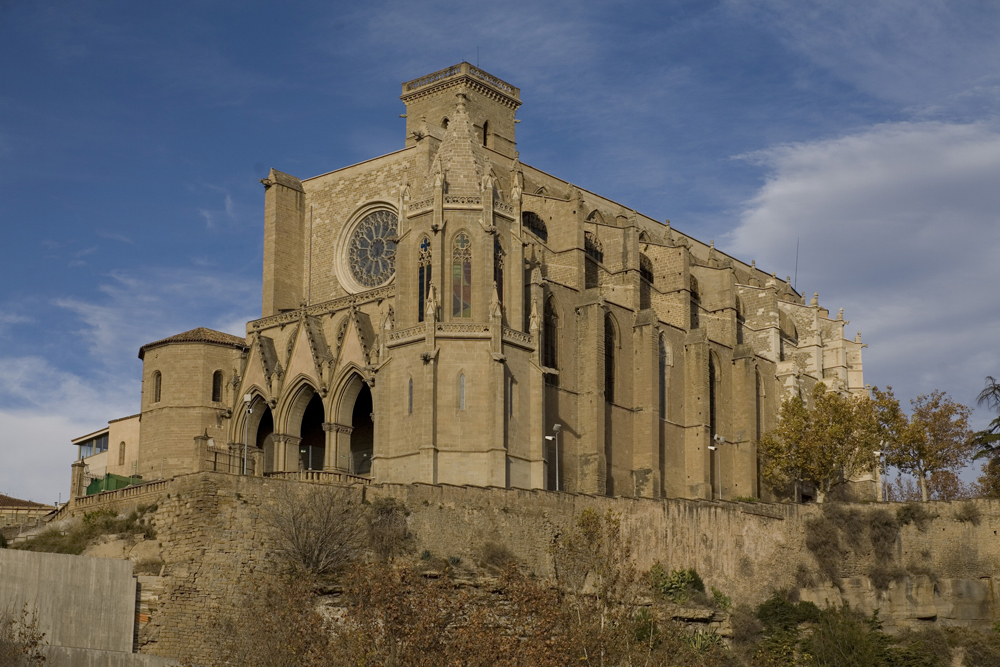
La Seu de Manresa

Il gotico catalano è uno stile architettonico che si è sviluppato nel Principato di Catalogna tra il XIII e il XV secolo, tra la fine del periodo gotico europeo e l'inizio del Rinascimento. Questo stile si ritrova soprattutto a Barcellona e nella sua area di influenza (Girona, la Catalogna settentrionale e le Isole Baleari) e differisce dagli stili gotici di altre parti d’Europa soprattutto perché non ricerca lo sviluppo in altezza, non insiste sugli archi rampanti e ha una decorazione sobria.

## Contesto storico

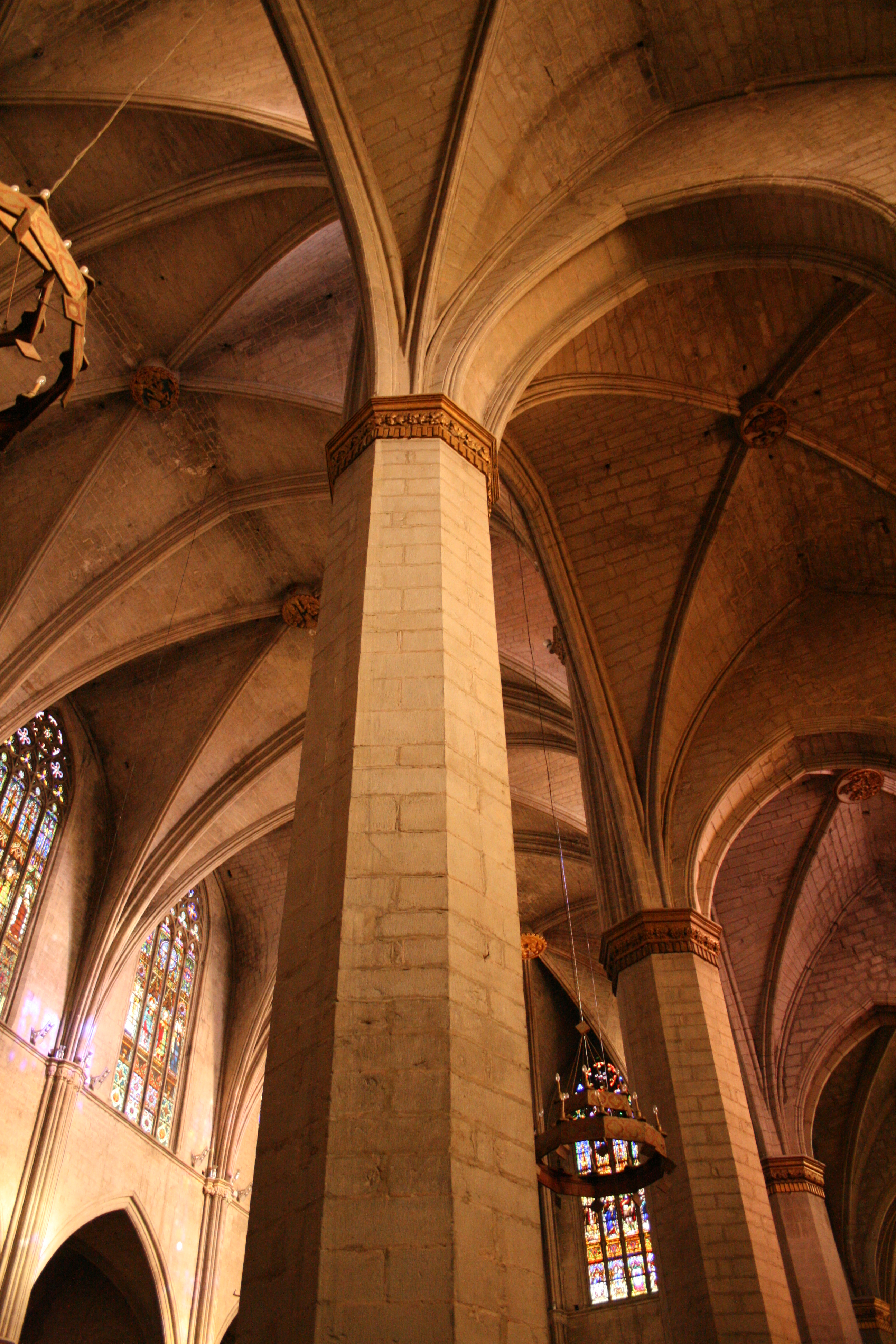
Volte del lato centrale e laterale di Santa Maria de Manresa

Lo stile iniziò a caratterizzarsi a seguito della crescente espansione della contea di Barcellona e della Corona d'Aragona, prima nella Linguadoca e nelle isole Baleari e poi, attraverso il Mar Mediterraneo, verso la Sicilia, la Sardegna, il Regno di Napoli e il Ducato di Atene. Quest'espansione comportò la necessità di un ammodernamento degli edifici romanici esistenti e la realizzazione di nuovi edifici pubblici e di palazzi.
Il gotico catalano raggiunse quindi il suo apice nel XV secolo per poi decadere a seguito dell'unione della Corona di Castiglia con quella di Aragona e della scoperta delle Americhe, che fece diventare Siviglia il principale porto della Spagna, a scapito di Barcellona.

## Contesto artistico

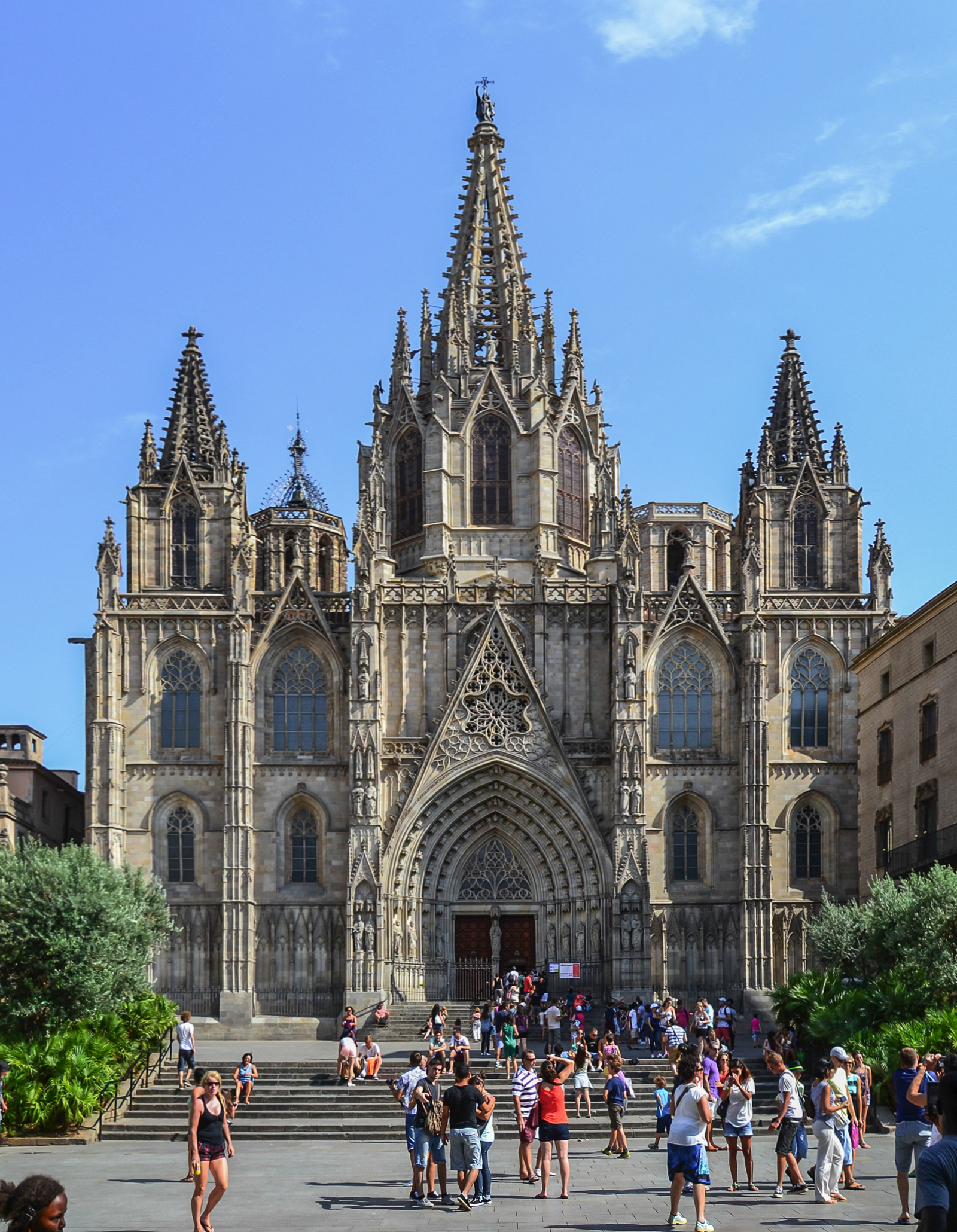
La cattedrale di Barcellona

Il gotico catalano non va confuso con quello spagnolo o con altri stili gotici perché presenta precise peculiarità che lo differenziano.

### Architettura religiosa
Nell'architettura religiosa, il gotico catalano non è caratterizzato da grandi altezze ma tende a bilanciarle con la larghezza, per cui non si trovano i lunghi tetti spioventi tipici dell'Europa centrale e settentrionale. Le navate sono solitamente  piuttosto larghe, come ad esempio nella cattedrale di Girona che è la più ampia della storia del gotico, in netto contrasto con quelle lunghe proprie del gotico inglese. I contrafforti sono alti quanto le navate e penetrano nell'edificio formando anche degli spazi interni, come delle cappelle laterali. Infine gli edifici hanno un numero inferiore di finestre perché possono contare su una maggior luce rispetto al resto d’Europa e sono scarsamente decorati.

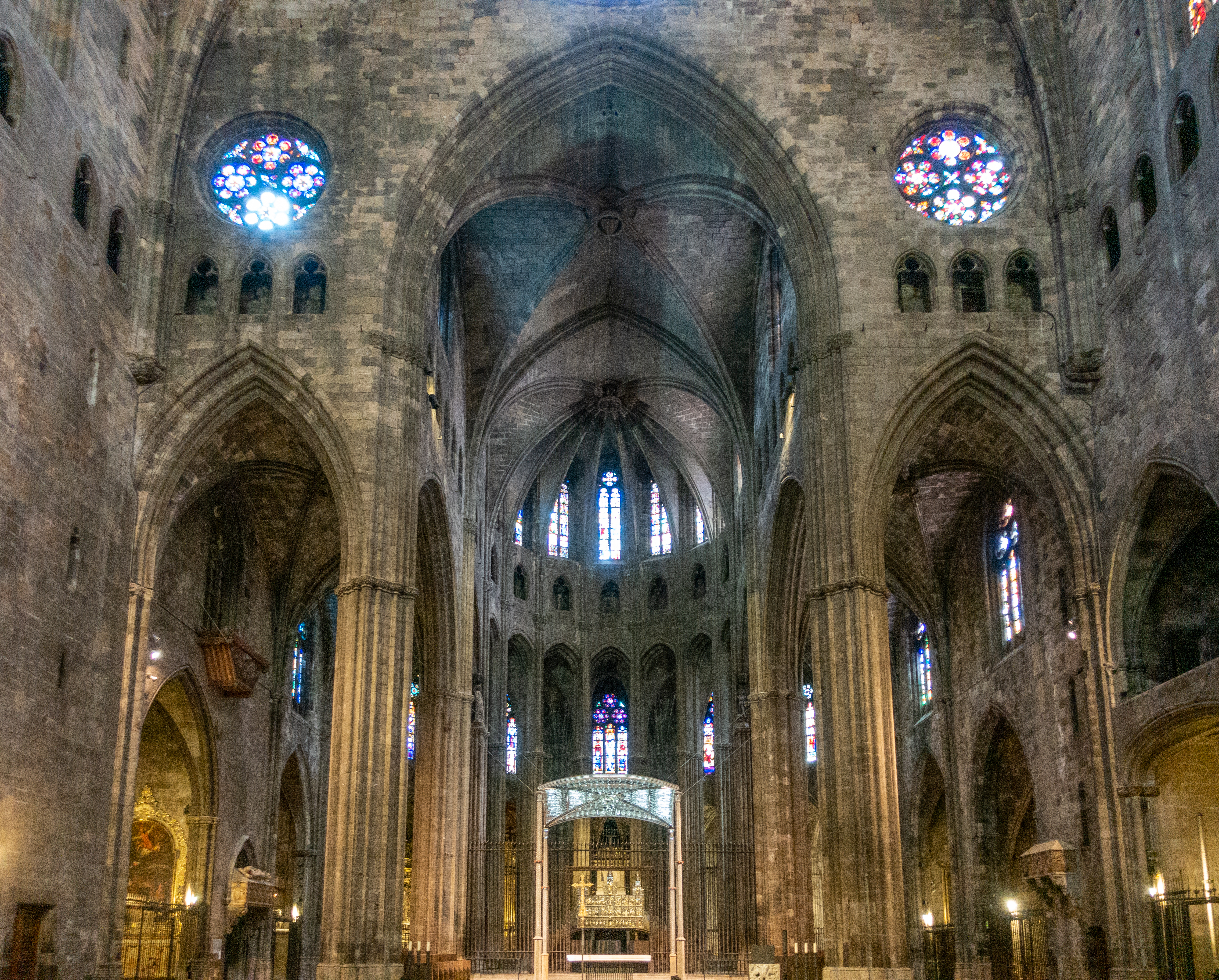
La cattedrale di Girona

Le caratteristiche principali del gotico catalano, rispetto al gotico internazionale, sono:
| Gotico catalano                                                                                              | Gotico internazionale                                               |
| --- | ------------------------------------------------------------------- |
| Orizzontalità                                                                                                | Verticalità                                                         |
| Torri rifinite su tetti piani                                                                                | Pinnacoli e guglie su tetti inclinati                               |
| Presenza di un'unica navata oppure di 3 navate di uguale altezza per creare la sensazione di un'unica navata | Scarsa presenza di un'unica navata e forte dislivello tra le navate |
| Navata tipicamente molto ampia                                                                               | Navata estesa in lunghezza e non in larghezza                       |
| Poca presenza di transetti                                                                                   | Transetti importanti                                                |
| Spazi unitari                                                                                                | Spazi compartimentati                                               |
| Grande separazione tra i pilastri                                                                            | Poca separazione tra i pilastri                                     |
| Grandi superfici lisce dove il corpo della struttura è contrassegnato da modanature                          | Assenza di superfici lisce                                          |
| Grande purezza formale                                                                                       | Decorativismo e sconvolgimento strutturale                          |
| Poca importanza delle vetrate                                                                                | Grande importanza delle vetrate                                     |
| Forme esterne compatte e levigate                                                                            | Forme esterne a diverse profondità                                  |
| Campanile indipendente o sopra la crociera o l'abside                                                        | Coppia di campanili nella facciata occidentale                      |
| Contrafforti che attraversano l'interno, creando spazi strutturali                                           | Archi rampanti esterni                                              |
| Uso dell'arco a tutto sesto                                                                                  | Uso quasi esclusivo dell'arco a sesto acuto                         |
| Pianta ottagonale per elementi come pilastri, torri e cupole                                                 | Scarso utilizzo della pianta ottagonale                             |
| Grandi chiavi di volta                                                                                       | Chiave di volta più piccola                                         |

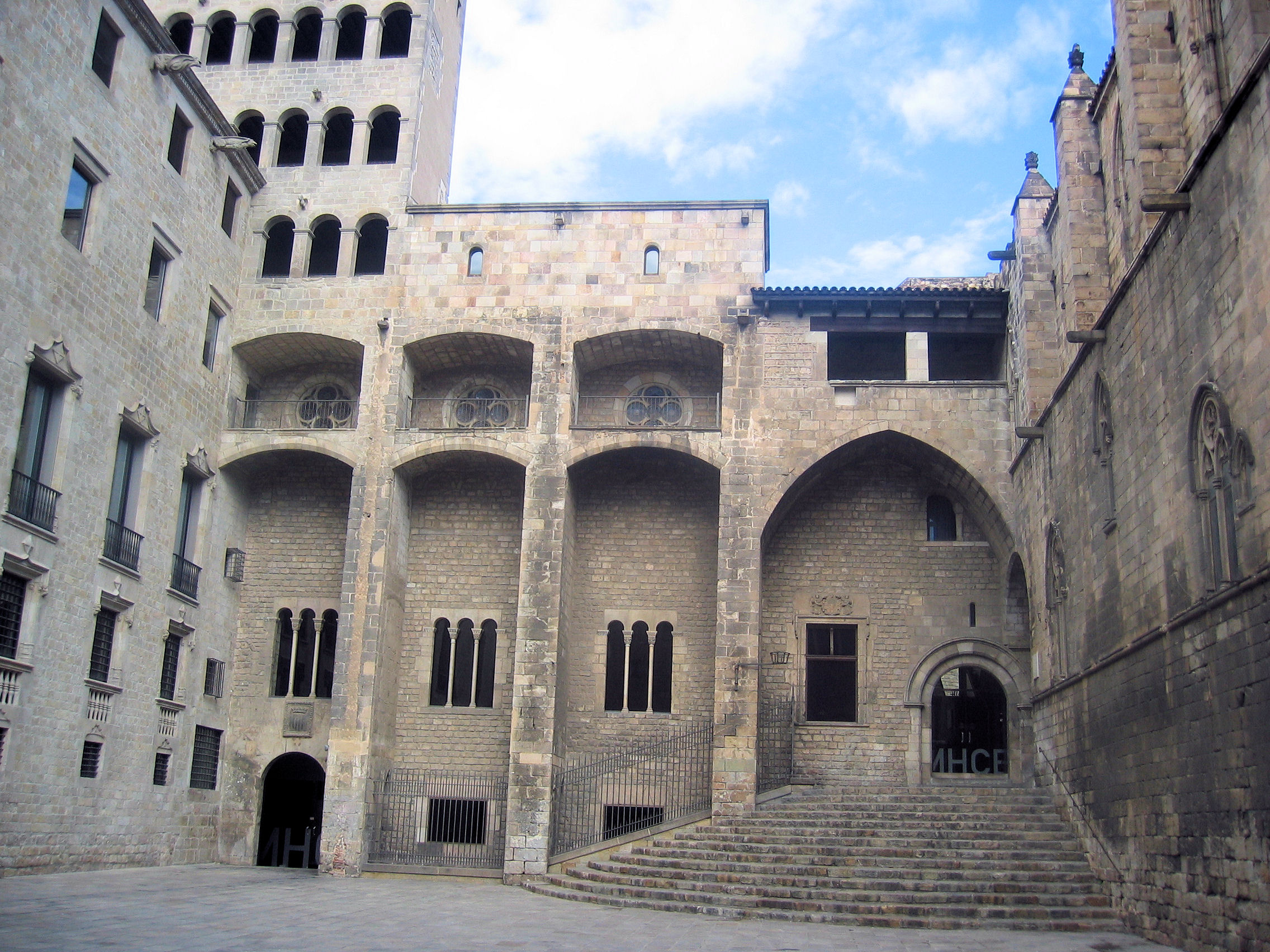
Il Palau Major

Esempi di questo tipo di architettura sono la Cattedrale di Barcellona, la Cattedrale di Girona, la Basilica di Santa Maria del Mar, il Palau Reial Major e il Monastero di Pedralbes.

### Architettura civile

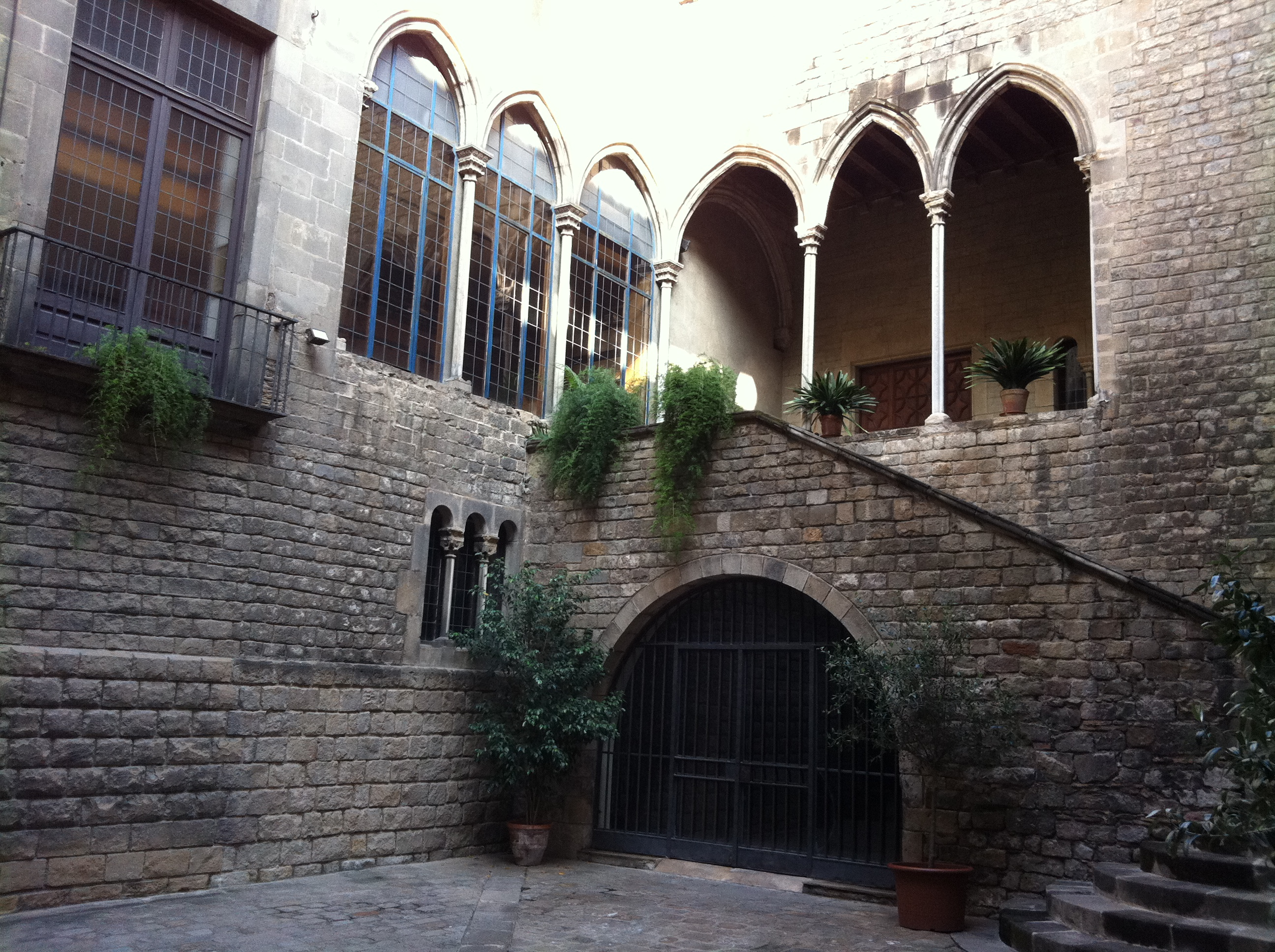
Vista di un tipico cortile con scale nel Palazzo Requesens, nel Barri Gòtic di Barcellona.

I palazzi presentano un muro stradale più grande rispetto alle altre abitazioni e vi si accede attraverso un portale che immette in un cortile, che costituisce il centro dell'edificio e contiene lo scalone principale che può essere aperto o semichiuso.
Al piano terra si trovano le strutture per lo svolgimento delle attività commerciali e su un soppalco può essere presente un ufficio. Il primo piano è riservato al soggiorno, con il salone principale, riccamente decorato, che si estende lungo la facciata, talvolta occupandola interamente. Il piano successivo è destinato a locali di servizio e alle unità secondarie. Alcuni palazzi sono dotati di piccole torri per vigilare sui tetti della città.

## Altre forme d'arte
Nella scultura e nella pittura le peculiarità del gotico catalano non sono così marcate come lo sono ad esempio la pittura italiana o fiamminga. Tuttavia, ci sono diversi pittori degni di nota, tra cui Ferrer Bassa, Pere Serra, Lluís Borrassà, Bernat Martorell, Lluís Dalmau e Jaume Huguet e scultori come Jaume Cascalls e Pere Sanglada.